# Copidognathus oculatus
Copidognathus oculatus är en kvalsterart som först beskrevs av Walter Hendricks Hodge 1863.  Copidognathus oculatus ingår i släktet Copidognathus och familjen Halacaridae. Arten är reproducerande i Sverige. Inga underarter finns listade i Catalogue of Life.